# 米爾布魯克 (伊利諾伊州)
米爾布魯克（英語：Millbrook）是一個位於美國伊利諾伊州肯德爾縣的城市。

## 地理
米爾布魯克的座標為41°35′54″N 88°33′10″W / 41.59833°N 88.55278°W，而該地的平均海拔高度為191米（即627英尺）。

## 人口
根據2010年美國人口普查的數據，米爾布魯克的面積為5.39平方千米，當中陸地面積為5.39平方千米，而水域面積為0.00平方千米。當地共有人口335人，而人口密度為每平方千米62.15人。